# Bonnie Sloan
Bonnie Ryan Sloan (Lebanon, 1º giugno 1948) è un ex giocatore di football americano statunitense, primo sportivo sordo a militare nella NFL per i St. Louis Cardinals nella stagione 1973.

## Carriera
Sloan ha giocato quattro partite come defensive tackle per i St. Louis Cardinals nella stagione 1973.
Nato a Lebanon, nel Tennessee, Sloan ha studiato e giocato alla Austin Peay State University. Fu selezionato nel decimo giro (242º° scelta assoluta) del Draft NFL 1973 dai Cardinals, che lo svincolarono dopo quella stagione a causa di un infortunio al ginocchio.
L'ex Denver Broncos Kenny Walker lo seguì nella NFL, all'inizio degli anni '90; entrambi sono stati poi seguiti dal fullback Derrick Coleman, il primo a conquistare il Super Bowl, con i Seattle Seahawks nel 2013.